# Épernay
Épernay is een Franse stad in het westen van het departement Marne. De gemeente telde 22.022 inwoners op 1 januari 2022. Het is de onderprefectuur van het arrondissement Épernay.
De stad is historisch gezien het centrum van de champagneproductie.

## Geschiedenis
De plaats werd voor het eerst vermeld in 545. Épernay hing af van de aartsbisschoppen van Reims tot aartsbisschop Eble de Roucy het in 1024 afstond aan Eudes van Champagne. De stad was toen waarschijnlijk al omwald en had een markt waar lederwaren, graan en wijn werden verhandeld. Onder de graven van Champagne werden er kerken, een hospitaal, een klooster en een leprozerie gebouwd. In de 15e eeuw viel de stad toe aan de hertog van Orléans en in 1651 aan de hertog van Bouillon. Tijdens de Franse Revolutie werden de kerk en het miniemenklooster vernield.
Vanaf de 18e eeuw werd de stad bekend voor haar champagne. De handel hierin groeide door de komst van de spoorweg in 1849. Dit droeg bij tot de welvaart van de stad en in de loop van de 19e eeuw werden rijke burgerwoningen, kerken, ziekenhuizen en scholen gebouwd. In de loop van de 20e eeuw groeide de stad verder.

## Economie
De stad is historisch gezien het centrum van de champagneproductie. De bodem is krijtachtig, en in de directe omgeving groeien de druiven die voor champagne nodig zijn, Pinot Noir, Pinot Meunier en Chardonnay.

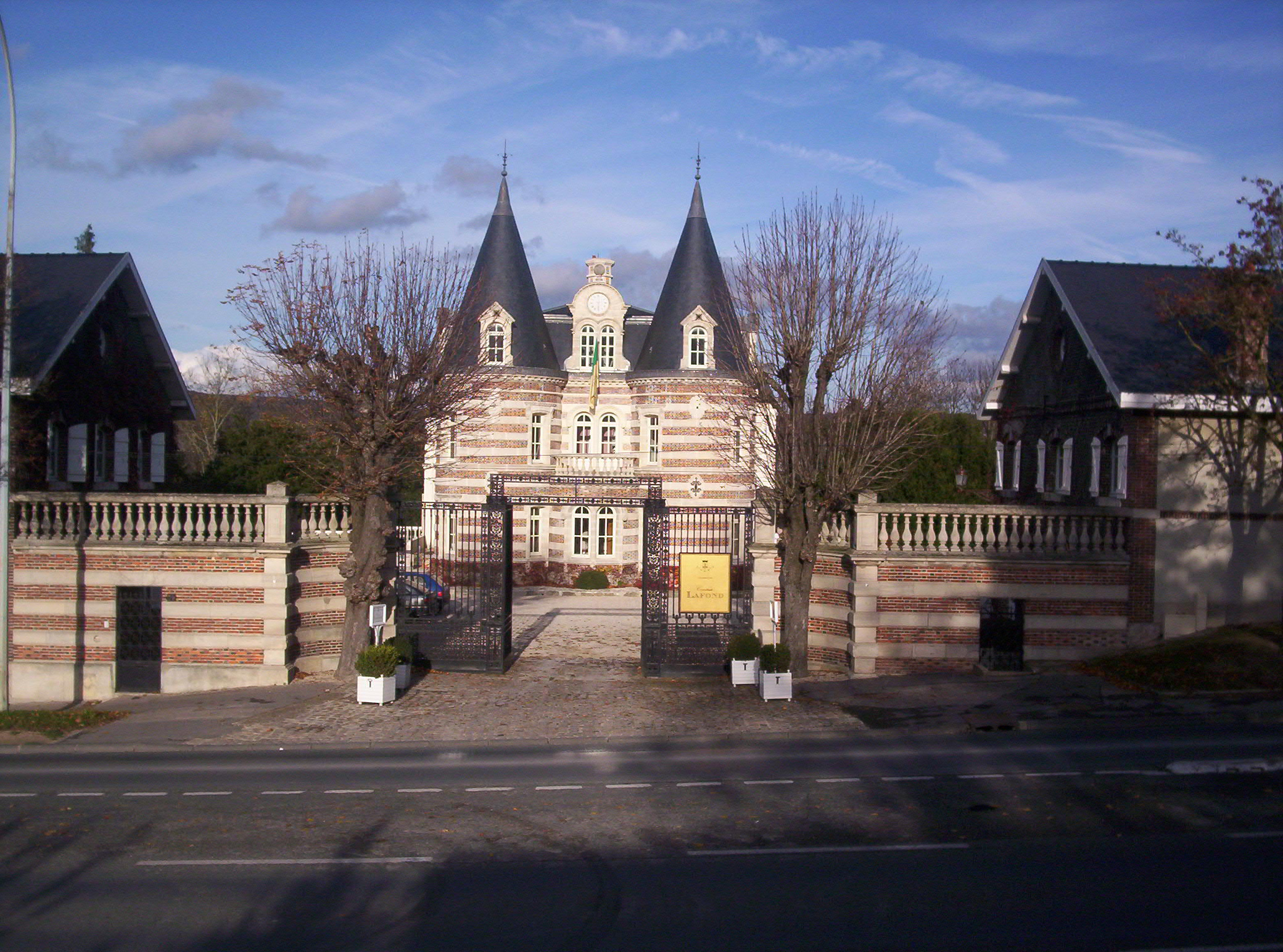
Een van de champagnehuizen

Een lange straat in Épernay is l'avenue de Champagne. Hierlangs zijn vele champagnehuizen gevestigd, zoals die van Moët et Chandon, Mercier, Champagne Mansard Baillet, Castellane en Laurent-Perrier. De huizen zijn statig om indruk te maken op de klanten, waaronder het voormalige Franse koningshuis. Onder het straatniveau bevindt zich een netwerk van tunnels, waar de champagnehuizen hun voorraad opslaan, en waar het rijpingsproces van de wijn plaatsvindt. De temperatuur in de tunnels is constant rond 10 °C, met een hoge luchtvochtigheid. Sommige tunnels zijn tegen betaling te bezoeken.

## Geografie
De oppervlakte van Épernay bedroeg op 1 januari 2022 22,69 vierkante kilometer; de bevolkingsdichtheid was toen 970,6 inwoners per km². De stad ligt aan de Marne, direct ten zuiden van deze rivier en in het midden van de Champagne.
De onderstaande kaart toont de ligging van Épernay met de belangrijkste infrastructuur en aangrenzende gemeenten.

## Demografie
Onderstaande figuur toont het verloop van het inwonertal (bron: INSEE-tellingen).

## Klimaat
Het klimaat is vrij mild en staat onder invloed van een maritieme luchtstroom vanaf de Atlantische Oceaan. De winters zijn zacht en de zomers kunnen heet zijn. Gedurende het gehele jaar valt er vrij regelmatig neerslag.
| Maand                  | jan  | feb  | mrt  | apr  | mei  | jun  | jul  | aug  | sep  | okt  | nov  | dec  | Jaar  |
| ---------------------- | ---- | ---- | ---- | ---- | ---- | ---- | ---- | ---- | ---- | ---- | ---- | ---- | ----- |
| Gemiddeld maximum (°C) | 6,2  | 7,7  | 11,9 | 15,2 | 19,5 | 22,7 | 25,7 | 25,4 | 21,2 | 16,3 | 10,1 | 6,7  | 15,2  |
| Gemiddeld minimum (°C) | −0,1 | −0,3 | 2,0  | 3,7  | 7,8  | 10,7 | 12,8 | 12,6 | 9,6  | 6,8  | 3,0  | 0,8  | 5,7   |
|                        |      |      |      |      |      |      |      |      |      |      |      |      |       |
| Neerslag (mm)          | 50,5 | 42,1 | 47,7 | 50,9 | 61,7 | 56,6 | 54,4 | 52,2 | 53,3 | 63,6 | 51,2 | 60,6 | 644,8 |
| Zonuren (uur/dag)      | 2,2  | 3,2  | 4,6  | 6,2  | 6,9  | 7,6  | 7,6  | 7,6  | 6,0  | 4,0  | 2,2  | 1,7  | 5     |
| Bron: Meteo France     |      |      |      |      |      |      |      |      |      |      |      |      |       |

## Sport
Épernay was in 1963 en 2019 aankomstplaats voor de Ronde van Frankrijk. In 1978, 2002, 2010, 2012 en 2014 vertrok er een etappe vanuit Épernay.

## Verkeer en vervoer
In de gemeente ligt spoorwegstation Épernay.

## Partnersteden
- Ettlingen, sinds 1953
- Middelkerke, sinds 1967
- Fada N’gourma, sinds 1979
- Clevedon, sinds 1990
- Montespertoli, sinds 2004

## Bekende inwoners van Épernay

### Geboren
- Flodoard (894-966), kroniekschrijver
- Gabrielle Dorziat (1880-1979), toneel- en filmactrice
- Yohann Diniz (1978), snelwandelaar
- John Gadret (1979), wielrenner en veldrijder
- Wesley Lautoa (1987), Nieuw-Caledonisch voetballer

### Overleden
- Hincmar van Reims (ca. 806-882), rooms-katholiek geestelijke
- Theobald III van Blois (1012-1089), graaf